# Вільяльгордо-дель-Маркесадо
Вільяльгордо-дель-Маркесадо (ісп. Villalgordo del Marquesado) — муніципалітет в Іспанії, у складі автономної спільноти Кастилія-Ла-Манча, у провінції Куенка. Населення — 100 осіб (2010).
Муніципалітет розташований на відстані близько 130 км на південний схід від Мадрида, 55 км на південний захід від Куенки.

## Демографія
Динаміка населення (INE ):